# ميخائيل دان (شخصية أعمال)
ميخائيل دان (بالإنجليزية: Michael Dann)‏ هو شخصية أعمال أمريكي، ولد في 11 سبتمبر 1921 في ديترويت في الولايات المتحدة، وتوفي في 27 مايو 2016.